# موسيقى عمانية
تمثل الموسيقى التقليدية العمانية جزءاً من التراث العماني حيث ظهرت مع بدء النشاط الاجتماعي على أرض عُمان. معظم الفنون العمانية التقليدية تشمل رقصات تدعمها الآلة الموقَّعة أكثر من المنغمة، كما يلعب الإيقاع دوراً مهماً في بناء الفنون الموسيقية العمانية.

## أنواع الآلات في الموسيقى العمانية

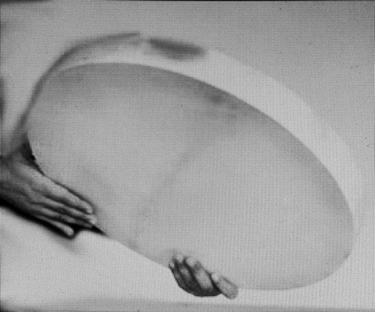
آلة الدف أو الطار.

الآلات الموسيقية المعروفة في التراث الموسيقي العُماني تصنّف في ثلاث عائلات رئيسية هي: الإيقاعية والوترية والهوائية، حيث تشمل الآلات الوترية آلة العود الذي يعتبر استخدامه في الموسيقى التقليدية العُمانية قليلاً، فنجده في القوالب الغنائية مثل «الصوت» بنوعيه الشامي والعربي، كما نجده أحياناً في فنون مثل «البرعة» في محافظة ظفار، وهو هنا لا يمثل القاعدة الأساسية لهذا القالب. وآلة القبوس وهو عود الجزيرة العربية، عُرف بالمزهر والبربط وأسماء أخرى، وآلة الربابة وتحتوي في السلطنة على وتر واحد، وتسمى «ربابة الشاعر»، وآلة الكمان، وآلة الطنبرة التي يبلغ عدد أوتارها 6 أوتار، فلا يمكن لعازف الطنبرة إعطاء أكثر من خمس نغمات ويكون الوتر السادس قراراً للوتر الخامس، حيث تنبر أوتارها معا بقطعة مصنوعة من قرن الثور ويتحكم العازف بكتم الأوتار وإطلاقها بكف يده.

## الآلات الهوائية
تشتمل الآلات الهوائية في الموسيقى العمانية على 6 آلات منها البرغوم والجم والمزمار (الصرناي)، وتتكون من ريشة مزدوجة وبوق وتُصنع من الخشب والمعدن، وبها ست فتحات مستديرة متساوية وتستعمل كثيراً في محافظات جنوب وشمال الباطنة وجنوب الشرقية ومسقط. ومن أهم القوالب التي يستخدم فيها المزمار هو فن الشوباني والليوا ويمثل هنا الآلة اللحنية الوحيدة بجانب طقم كامل من الإيقاعات. ومن الآلات الهوائية آلة الزمر المسماة في اللهجة المحلية (بو مقرون). وفي سلطنة عُمان يوجد عدة أنواع من الزمر، نوع له خمس فتحات وهو الشائع الاستعمال ونوع آخر له ست أو سبع فتحات مستديرة ولكل منها ريشة، وآلة القصبة (من فصيلة الناي) وهي الآلة اللحنية الرئيسية في الفنون التقليدية بمحافظة ظفار وأهم استخدام لها في فني الشرح والبرعة، ولها صوت خاص يسمى «صوت القصبة» وهو الجزء الأول من فن الشرح، وآلة الهبان وهي قربة من الجلد وجزء آخر عبارة عن أنبوبين من قصب مربوطين ببعضهما، واستخدامها يعتبر حديثا في الموسيقى التقليدية العمانية فنجدها في بعض المدن الكبيرة مثل مسقط وأيضاً في صلالة وصحار.

## الآلات الإيقاعية

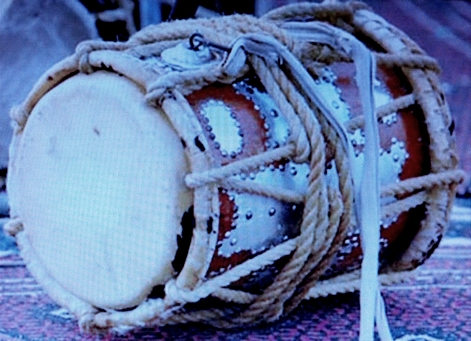
مرواس.

تشمل الآلات الإيقاعية في الموسيقى العمانية ما يُسمى بـ «الجلديات»، وعادة ما تصنف حسب حاشيتها الجلدية أو بحسب شكلها النموذجي. فيوجد في الآلات الإيقاعية ذات الرقمة الجلدية الواحدة الدف والطار والقوطة، وطبول الوقافي والليوا وطبول الصوت والميقعة. فيما تشمل الآلات ذات الرقمتين طبل الرأس، الذي يستخدم في فن العيالة فقط وطبل رحماني، وكاسر، ورنة، ومرواس وطبل مهجر البرميلي الشكل الذي يستخدم خاصة في فن الربوبة. ومن الآلات الإيقاعية المصوتة بذاتها الطاسات (الصاجات) وكوشا (قرحاف)، التي تستعمل من قبل النساء وآلة رعبوب وهي من الأصداف البحرية الحلزونية الصغيرة، وتوجد أيضاً الآلات المصوتة بالقرع، مثل آلة باتو التي تستعمل في بعض أغاني الحصاد، وفي غناء أبو زلف في محافظتي شمال وجنوب الشرقية، إضافة إلى آلات إيقاعية مصوتة بالاحتكاك مثل خرخاش (منجور الطنبرة)، والتي تستخدم في أداء المحوكة بمحافظة جنوب الباطنة وآلة شبوره (مجبورا).